# 트리나 로빈스
트리나 로빈스(Trina Robbins, 1938년 8월 17일~2024년 4월 10일)는 미국의 만화가, 작가, 화가, 출판인이다.
미국 언더그라운드 만화의 초기 여성 아티스트이다. 지하신문에서 활동했다. 반문화나 여성주의 성향이 짙은 만화를 발표했다.